# Сан-Себаштиан (Лоле)
Сан-Себаштиан (порт. São Sebastião) — район (фрегезия) в Португалии, входит в округ Фару. Является составной частью муниципалитета Лоле. По старому административному делению входил в провинцию Алгарве (регион). Входит в экономико-статистический субрегион Алгарве, который входит в Алгарве. Население составляет 6734 человека на 2001 год. Занимает площадь 67,31 км².
Покровителем района считается Майн-Соберана (порт. Mãe Soberana).